# 1&70
1&70 was een televisiekwis gepresenteerd door Koen Wauters.

## Concept
1 speler werd uit 70 kandidaten gekozen. Hierna diende de kandidaat alle 70 kandidaten weg te spelen. De kandidaat kreeg als extra steun 2 jokers. Het programma was gebaseerd op 1 tegen 100. Het liep slechts 1 seizoen.